# فروگنال
longitudeفروگنالlatitudeفروگنال
فروگنال (به انگلیسی: Frognal) یک ناحیه در لندن است که در منطقه کمدن لندن واقع شده‌است.

## ایستگاه‌های راه‌آهن و مترو
- ایستگاه راه‌آهن خیابان فینچلی و فروگنال
- ایستگاه متروی همپستید
- ایستگاه فینچلی